# L'Heure de la fermeture dans les jardins d'Occident
L'Heure de la fermeture dans les jardins d'Occident est un roman de Bruno de Cessole publié le 21 août 2008 aux éditions de la Différence et ayant reçu le prix des Deux Magots l'année suivante.

## Éditions
- L'Heure de la fermeture dans les jardins d'Occident, éditions de la Différence, 2008  (ISBN 978-2-7291-1776-4).